# Zasloužilý ekolog Ruské federace
Zasloužilý ekolog Ruské federace (rusky Заслуженный эколог Российской Федерации) je čestný titul Ruské federace založený roku 1995. Udílen je za zásluhy pracovníkům v oblasti životního prostředí.

## Historie
Toto vyznamenání bylo zřízeno dekretem prezidenta Ruské federace č. 1341 O zřízení čestných titulů Ruské federace,  schválení ustanovení o čestných titulech a popisu odznaku pro čestné tituly Ruské federace ze dne 30. prosince 1995. Status vyznamenání byl upraven dekretem prezidenta Ruské federace č. 1099 O opatřeních ke zlepšení systému státních vyznamenání Ruské federace ze dne 7. září 2010.

## Pravidla udílení
Čestný titul Zasloužilý ekolog Ruské federace se udílí pracovníkům v oblasti ochrany životního prostředí za zásluhy v oblasti ochrany a zlepšování přírodních a biologických zdrojů, za zásluhy při vývoji a zavádění moderních nízkoodpadových a bezodpadových výrobních technologií a výrobních komplexů, které snižují emise znečišťujících látek do životního prostředí, za zásluhy o rekonstrukci ekosystému, ochranu a zachování přírodních rezervací, stejně jako některých druhů rostlin a živočichů, za zásluhy při odstraňování následků přírodních katastrof i katastrof způsobených člověkem a za vzdělávání kvalifikovaného personálu v oblasti ochrany životního prostředí. Zpravidla se udílí nejdříve po dvaceti letech práce v oboru a za předpokladu, že nominovaná osoba již obdržela jiné resortní vyznamenání.
Čestný titul se udílí dekrety prezidenta Ruské federace na základně kladného vyřízení nominace na udělení vyznamenání.

## Popis odznaku
Odznaky všech čestných titulů Ruské federace mají jednotný vzhled, který se pouze mírně liší. Odznak je vyroben ze stříbra. Je vysoký 40 mm a široký 30 mm. Má tvar oválného věnce tvořeného vavřínovými a dubovými větvičkami. Dole jsou větvičky zkřížené a svázané stužkou. V horní části odznaku na vrcholu věnce je státní znak Ruské federace. Uprostřed je kartuše s názvem čestného titulu v cyrilici Заслуженный эколог.